# Golpe tocuyano
El golpe tocuyano es un género musical venezolano, oriundo de El Tocuyo, estado Lara, Venezuela. Entre sus exponentes se encuentra Pedro Zárraga Barreto con su canción Pipirigua entre muchas otras.

## Origen
Su origen se mata empezando  porque se puede establecer en la mezcla étnica que significó la colonización española, que junto al aporte indígena y el elemento africano, dieron como base al nacimiento de este estilo musical. El Tocuyo fue la primera ciudad fundada tierra adentro en Venezuela y la primera ciudad que tuvo un asentamiento más o menos ordenado en los primeros años de la colonización del territorio venezolano. Para el año 1620, con Francisco de la Hoz Berrio y Oruña, comienza el verdadero proceso de colonización en territorio venezolano, siendo El Tocuyo un elemento clave para la expansión de la corona española, en lo que es hoy día el Centro-Occidente de Venezuela (Llanos y Pie de Monte Andino).
Esta importancia tuvo su manifestación en diferentes ámbitos: artesanía (tela tocuyana y sus centenarios telares),  comida (acemita, pan de tunja, catalinas o cucas, pan de horno entre otros); Artes Plásticas (Pintor Barroca del Tocuyo de Tipología Religiosa), y música con el golpe tocuyano y el tamunangue del Día de San Antonio de Padua.
Es destacable, que en el ámbito nacional venezolano fue doña Adilia Castillo, la que dio a conocer el golpe tocuyano con la pieza "¡Ah mundo, Barquisimeto!".

## Forma musical
El golpe tocuyano se toca a ritmo de 6/8.
Sus instrumentos son el cuatro estilo monterol, el cinco, el medio cinco, el cuatro de 5 cuerdas que hace el papel de octava, las maracas, la tambora.
- Datos: Q5574163